# Irineu Marinho
Irineu Marinho Coelho de Barros (Niterói, 19 de julho de 1876 – Rio de Janeiro, 21 de agosto de 1925) foi um jornalista brasileiro.

## Biografia

#### Família e origens
Seu pai, João Marinho Coelho Barros, era natural de Celorico de Basto, uma pequena vila no distrito de Braga, em Portugal. Aos 13 anos, emigrou para o Brasil e fixou residência na cidade de Resende, no estado do Rio de Janeiro. Um tio seu já morava lá; casou-se com Edviges de Sousa Barros, prima em segundo grau.
O pai de Irineu trabalhou desde cedo como contador e auditor, uma espécie de gestor de patrimônio na época. Em 1858, naturalizou-se brasileiro e, assim, pôde ocupar diversos cargos públicos, o que lhe trouxe prestígio social. Entre outras honrarias, atuou como administrador da Santa Casa de Misericórdia de Resende e foi condecorado com o grau de Cavaleiro da Maçonaria. No entanto, após contratempos financeiros, mudou-se para Niterói. Lá, seu filho, Irineu Marinho, nasceu em 19 de julho de 1876, o mais jovem da família.

#### Carreira
Irineu, que vinha de uma família abastada, já atuava como jornalista, publicista e editor durante seus tempos de escola. Em 1891, fundou as duas revistas escolares A Pena e O Ensaio e era colaborador regular da revista O Fluminense. No Diário de Notícias, aprendeu o ofício jornalístico do zero enquanto trabalhava na seção de crítica. Em 1893, aos 17 anos, por sugestão de seu amigo Antonio Leal da Costa, ingressou na Gazeta de Notícias como revisor. Irineu Marinho já havia vencido um concurso e foi selecionado para o trabalho. Na época, o jornal era um dos jornais matutinos mais importantes da então capital brasileira. Além de seu trabalho como revisor, ele escreveu reportagens sobre os primeiros eventos da Revolta da Armada, parte da Revolução Federalista.
No ano seguinte, aceitou o convite para trabalhar no jornal A Notícia. Seu editor era Manuel de Oliveira Rocha. Conhecido como "Rochinha", o jornalista foi um dos grandes mestres e modelos do jovem jornalista. Embora tenha trabalhado lá novamente como revisor, seu desejo absoluto era se tornar repórter. Assim, deixou A Notícia e mudou-se para A Tribuna, onde já trabalhavam seus amigos Antônio Leal da Costa e Eurycles de Mattos, futuro empresário e diretor de redação de O Globo. Em A Tribuna, iniciou sua carreira como repórter e crítico policial.
Em 1911, ele e seus amigos iniciaram seu próprio projeto com o primeiro jornal vespertino do Rio, A Noite, e tornaram-se sócios. Durante uma viagem à Europa, seu oponente e coproprietário, Geraldo Rocha, o destituiu de sua posição de acionista minoritário do jornal por meio de um estratagema financeiro. Em 1925, Irineu fundou seu próprio jornal, O Globo, cuja primeira edição foi publicada em 29 de julho, com uma tiragem inicial de pouco menos de 33.500 exemplares. Assim, lançou as bases para o atual Grupo Globo. Apenas três semanas após a fundação do jornal, Irineu sofreu um infarto fulminante. Até que seu filho mais velho, Roberto, pudesse seguir seus passos, o jornalista Euricles de Matos assumiu o cargo de editor-chefe a conselho de sua mãe, Francisca Pisani.

#### A Noite

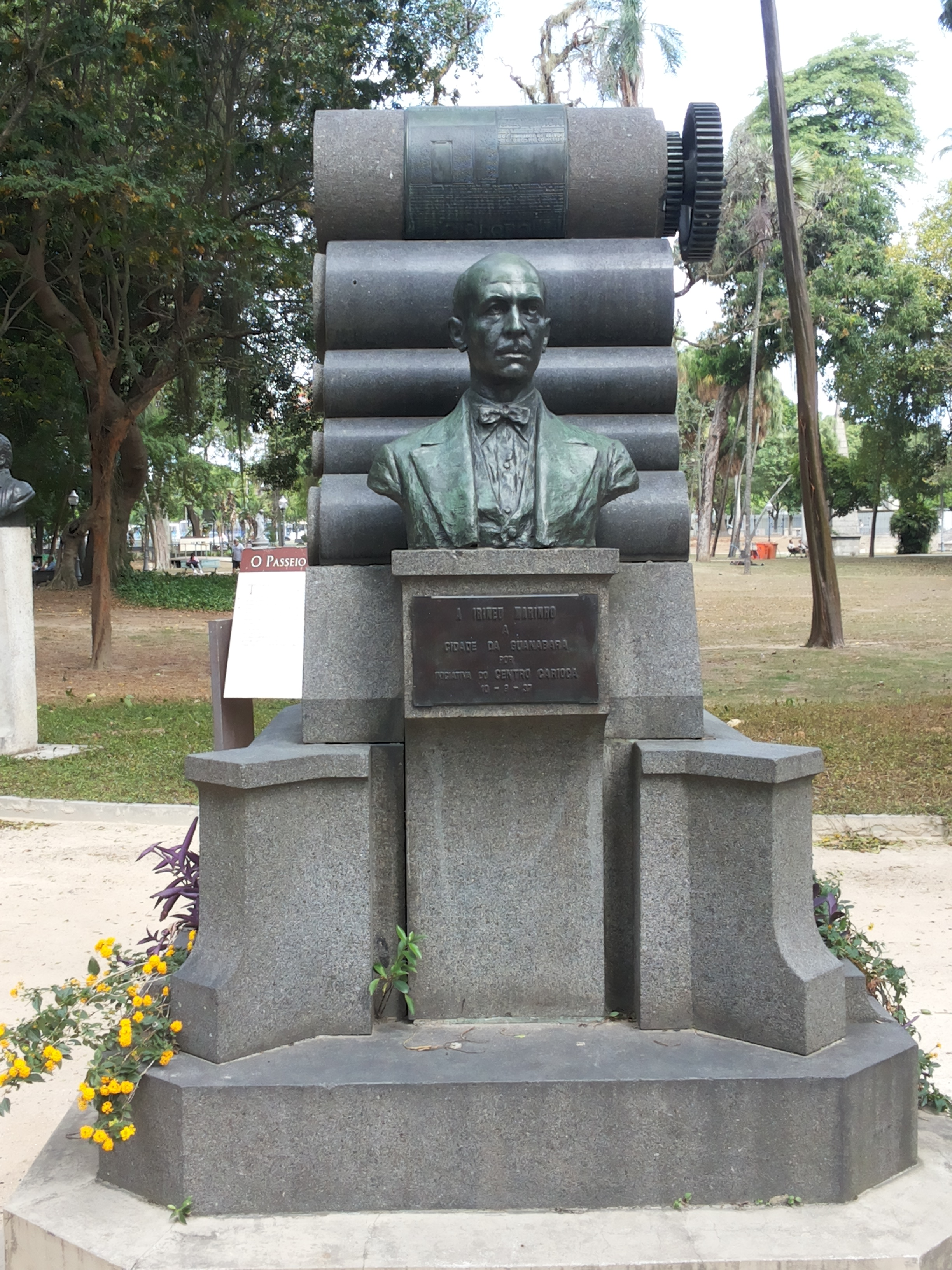
Busto de Irineu Marinho no Passeio Público do Rio de Janeiro

Em 18 de julho de 1911, é fundado A Noite, primeiro vespertino do Rio de Janeiro, do qual era um dos acionistas, e cuja quota de 25 contos de réis seria, segundo algumas histórias, proveniente de empréstimos feitos por amigos. Em 1913, seus desafetos da Brasil Railway Co. conseguem infiltrar um representante na sociedade — Geraldo Rocha.

#### O Globo
Em 1925, Irineu funda seu próprio veículo de comunicação, o jornal O Globo e o primeiro número circula em 29 de julho daquele ano.
Menos de um mês depois da inauguração do jornal sofre um ataque cardíaco fatal no banheiro da sua casa. Seu filho mais velho, Roberto, relutante e sem se sentir preparado para a incumbência, preferiu que Euricles de Matos assumisse o comando. Em 1931, quando Euricles morre, Roberto assume o controle de O Globo.